# St. Martinville
St. Martinville – miasto (city), ośrodek administracyjny parafii St. Martin, w południowej części stanu Luizjana, w Stanach Zjednoczonych, położone nad rzeką Bayou Teche, około 20 km na południowy wschód od Lafayette. W 2018 roku miasto liczyło 5903 mieszkańców.
Osada założona została około 1760 roku. Wśród pierwszych osadników byli Akadianie, francuska społeczność deportowana przez Brytyjczyków z terenu obecnej Nowej Szkocji w Kanadzie. Po rewolucji francuskiej miał miejsce napływ emigrujących z Francji rojalistów. Miasto było wówczas prężnym ośrodkiem kultury francuskiej, zyskując przydomek „małego Paryża” (Petit Paris).
Miasto nazwane zostało ku czci św. Marcina z Tours.
Lokalna gospodarka opiera się na rolnictwie (produkcja cukru, ryżu i bawełny), przemyśle drzewnym i naftowym oraz turystyce.